# یارنسک
یارنسک (به لاتین: Yarensk) یک منطقهٔ مسکونی در روسیه است که در استان آرخانگلسک واقع شده‌است.